# 闇からの叫び コンピュータに狙われた花嫁
『闇からの叫び　コンピュータに狙われた花嫁』（やみからのさけび　コンピュータにねらわれたはなよめ）は、フジテレビの2時間ドラマ枠『金曜女のドラマスペシャル』にて、1986年7月25日に放映されたテレビドラマ。
サブタイトルは「呪われた館に嫁いだ後妻の初夜、恐るべき計画殺人プログラムが動き出した。」

## あらすじ
後妻として男と結婚した女性が、男の親族との確執と家庭問題とともに、不可解な殺人未遂に巻き込まれる。
「ハナヨメヲ　コロセ」
コンピュータからの指令で、嫁ぎ先の洋館は殺人仕掛けの密室と化してしまう。

## キャスト
- 白羽美沙子: 宮崎美子
- 河丘勇也: 山本圭 - 美沙子の夫。
- 河丘浪: 藤田龍美 - 勇也と亡妻・伸子の次男。
- 河丘塁: 本山真二 - 勇也と亡妻・伸子の三男。
- 河丘レイ: 向島徹 - 勇也と亡妻・伸子の長男。故人。
- 河丘亜矢: 中村れい子 - 勇也の妹。デザイナー。
- 河丘（香月）伸子: 中島葵 - 勇也の亡妻。
- 高安ムラ: 賀原夏子 - 河丘家のお手伝い。
- 香月一彦: 隆大介 - 勇也の亡妻・伸子の弟。
- 刑事: 小川真司
- 青田刑事: 青木卓
- 木場剛
- 大久保宗洋
- 川添典子
- 木曽秋一
- 国際プロ

## スタッフ
- 脚本：長坂秀佳
- 監督：吉田啓一郎
- 音楽：渡辺俊幸
- 挿入歌：五輪真弓「愛の蜃気楼」
- 撮影：矢田行男
- 美術：稲垣尚夫
- 照明：長田達也
- 録音：谷村彰浩
- 編集：平木康雄
- 助監督：新村良二
- 効果：宮田音響
- 操演：船越幹雄
- ボディスタント：ワイルドスタントチーム
- 現像・テレシネ：IMAGICA
- 協力：沖電気工業
- フジテレビ編成企画：重村一、前田和也
- プロデューサー：古屋克征
- 制作：フジテレビ、国際放映